# Parhypomma naraense
Parhypomma naraense là một loài nhện trong họ Linyphiidae.
Loài này thuộc chi Parhypomma. Parhypomma naraense được Ryoji Oi miêu tả năm 1960.